# 경상북도의 유형문화재 (제501호 ~ 제600호)
경상북도의 유형문화재는 시도유형문화재 중에서 경상북도 내에 있는 문화재를 의미한다.

## 지정 목록

### 제501호 ~ 제600호
| 번호  | 사진 | 명칭 | 소재지                                                     | 관리자 (단체)                          | 지정일                | 참조 |
| 501호 |      | 안동 임계계회도 (安東 壬癸契會圖)                                                                               | 경북 안동시 도산면 퇴계로 1997 (한국국학진흥원 등 보관)    | 안동권씨 복야공파 옥봉문중 外 4개 문중 | 2017년 4월 24일 지정  | ,    |
| 502호 |      | 김한계 조사문서 (金漢啓 朝謝文書)                                                                               | 경북 청송군 진보면 샘재길 42 (한국국학진흥원 보관)         | 의성김씨 목사공파 천연종중             | 2017년 4월 24일 지정  | ,    |
| 503호 |      | 청도 운문사 소조비로자나불좌상 (淸道 雲門寺 塑造毘盧遮那佛坐像)                                                 | 경북 청도군 운문면 운문사길 264                            | 운문사                                 | 2017년 4월 24일 지정  | ,    |
| 504호 |      | 예천 오천서당록 (醴泉 浯川書堂錄)                                                                               | 경북 예천군 예천읍 대심리 454-2 (한국국학진흥원 보관)      | 오천서당 영모회                        | 2017년 4월 24일 지정  | ,    |
| 505호 |      | 안동 지촌제청 (安東 芝村祭廳)                                                                                   | 경북 안동시 임동면 지례예술촌길 427                        | 김원길                                 | 2017년 5월 15일 지정  | ,    |
| 506호 |      | 고령향교 대성전 (高靈鄕校 大成殿)                                                                               | 경북 고령군 고령군 대가야읍 향교길 29-18                   | 재단법인 경상북도향교재단              | 2017년 5월 15일 지정  | ,    |
| 507호 |      | 고령 장육당 (高靈 藏六堂)                                                                                       | 경북 고령군 다산면 상곡5길 7-22                            | 전의이씨 다포공파종중                  | 2017년 5월 15일 지정  | ,    |
| 508호 |      | 봉화 경체정 (奉化 景棣亭)                                                                                       | 경북 봉화군 법전면 경체정길 10                             | 강석한                                 | 2017년 5월 15일 지정  | ,    |
| 509호 |      | 청송 만세루 (靑松 萬歲樓)                                                                                       | 경북 청송군 청송읍 현충로 51-352                           | 청송심씨 대종회                        | 2017년 8월 28일 지정  | ,    |
| 510호 |      | 상주 북장사 극락보전 목조아미타여래삼존좌상 (尙州 北長寺 極樂寶殿 木造阿彌陀如來三尊坐像)                       | 경북 상주시 내서면 북장1길 317                             | 북장사                                 | 2017년 8월 31일 지정  | ,    |
| 511호 |      | 상주 북장사 명부전 목조지장보살삼존상 및 시왕상 일괄 (尙州 北長寺 冥府殿 木造地藏菩薩三尊像 및 十王像 一括)     | 경북 상주시 내서면 북장1길 317                             | 북장사                                 | 2017년 8월 31일 지정  | ,    |
| 512호 |      | 문경 김룡사 응진전 석조십육나한좌상 일괄 (聞慶 金龍寺 應眞殿 石造十六羅漢坐像 一括)                             | 경북 문경시 산북면 김용길 372                              | 김룡사                                 | 2017년 8월 31일 지정  | ,    |
| 513호 |      | 청도 대비사 석조석가불좌상 (淸道 大悲寺 石造釋迦佛坐像)                                                         | 경북 청도군 금천면 박곡길 590                              | 대비사                                 | 2017년 8월 31일 지정  | ,    |
| 514호 |      | 포항 보경사 적광전 소조비로자나삼존불좌상 (浦項 寶鏡寺 寂光殿 塑造毘盧遮那三尊佛坐像)                           | 경북 포항시 북구 송라면 중산리 622                         | 보경사                                 | 2018년 2월 22일 지정  | ,    |
| 515호 |      | 경주 송선리 마애불 (慶州 松仙里 磨崖佛)                                                                         | 경북 경주시 건천읍 송선리 산44                             | 국유                                   | 2018년 2월 22일 지정  | ,    |
| 516호 |      | 경주 알천제방수개기 (慶州 閼川堤防修改記)                                                                       | 경북 경주시 동천동 988                                     | 경주시                                 | 2018년 2월 22일 지정  | ,    |
| 517호 |      | 청도 장연사 소장 묘법연화경 (淸道 長淵寺 所藏 妙法蓮華經)                                                       | 경북 청도군 매전면 장연리 19-1                             | 장연사                                 | 2018년 2월 22일 지정  | ,    |
| 518호 |      | 청도 장연사 소장 정선동래선생박의구해 (淸道 長淵寺 所藏 精選東萊先生博議句解)                                   | 경북 청도군 매전면 장연리 19-1                             | 장연사                                 | 2018년 2월 22일 지정  | ,    |
| 519호 |      | 청도 도솔사 소장 묘법연화경 (淸道 兜率寺 所藏 妙法蓮華經)                                                       | 경북 청도군 이서면 하칠엽길 26-38                          | 도솔사                                 | 2018년 2월 22일 지정  | ,    |
| 520호 |      | 울진 광흥사 대웅전 판벽화 및 기타부재 (蔚珍 廣興寺 大雄殿 板壁畫 및 其他部材)                                   | 경북 울진군 온정면 원덕산길 392                            | 광흥사                                 | 2018년 7월 16일 지정  | ,    |
| 521호 |      | 민간 조보 (民間 朝報)                                                                                           | 경북 영천시 안야사1길 35                                   | 영천역사 문화박물관                    | 2018년 12월 20일 지정 | ,    |
| 522호 |      | 상주 북장사 목조삼전패 (尙州 北長寺 木造三殿牌)                                                                 | 경북 상주시 내서면 북장1길 317 (직지성보박물관 보관)       | 북장사                                 | 2018년 12월 20일 지정 | ,    |
| 523호 |      | 상주 북장사 목조경장 (尙州 北長寺 木造經欌)                                                                     | 경북 상주시 내서면 북장1길 317 (직지성보박물관 보관)       | 북장사                                 | 2018년 12월 20일 지정 | ,    |
| 524호 |      | 문경 김용사 영산회상도 (聞慶 金龍寺 靈山會上圖)                                                                 | 경북 문경시 산북면 김용길 372                              | 김용사                                 | 2018년 12월 20일 지정 | ,    |
| 525호 |      | 문경 김용사 현왕도 (聞慶 金龍寺 現王圖)                                                                         | 경북 문경시 산북면 김용길 372 (직지성보박물관 보관)        | 김용사                                 | 2018년 12월 20일 지정 | ,    |
| 526호 |      | 군위 지보사 석조아미타여래삼존좌상 (軍威 持寶寺 石造阿彌陀如來三尊坐像)                                         | 경북 군위군 군위읍 상곡길 233                              | 지보사                                 | 2018년 12월 20일 지정 | ,    |
| 527호 |      | 청도 동국사 신중도 (淸道 東國寺 神衆圖)                                                                         | 경북 청도군 각남면 옥산리 1210                             | 동국사                                 | 2018년 12월 20일 지정 | ,    |
| 528호 |      | 청도 적천사 석조아미타불좌상 (淸道 磧川寺 石造阿彌陀佛坐像)                                                     | 경북 청도군 청도읍 원리 981                                | 적천사                                 | 2018년 12월 20일 지정 | ,    |
| 529호 |      | 청도 적천사 목조석가여래삼불좌상 (淸道 磧川寺 木造釋迦如來三佛坐像)                                             | 경북 청도군 청도읍 원리 981                                | 적천사                                 | 2018년 12월 20일 지정 | ,    |
| 530호 |      | 청도 적천사 석조지장보살좌상 및 시왕상 일괄 (淸道 磧川寺 石造地藏菩薩坐像 및 十王像 一括)                       | 경북 청도군 청도읍 원리 981                                | 적천사                                 | 2018년 12월 20일 지정 | ,    |
| 531호 |      | 칠곡 금곡사 석조여래좌상 (漆谷 金谷寺 石造如來坐像)                                                             | 경북 칠곡군 가산면 금화길 107                              | 금곡사                                 | 2018년 12월 20일 지정 | ,    |
| 532호 |      | 사근도 형지안 (沙斤道 形止案)                                                                                   | 경북 문경시 문경읍 새재로 944 옛길박물관                   | 문경시                                 | 2019년 3월 25일 지정  | ,    |
| 533호 |      | 청도 운문사 사리기 (淸道 雲門寺 舍利器)                                                                         | 경북 청도군 운문면 운문사길 264                            | 운문사                                 | 2019년 3월 25일 지정  | ,    |
| 534호 |      | 성주 이시웅 소장 전적 (星州 李時雄 所藏 典籍)                                                                   | 경북 성주군 성주읍 경산길 44                               | 이시웅                                 | 2019년 3월 25일 지정  | ,    |
| 535호 |      | 배상열 혼천의「선기옥형」 (裵相說 渾天儀「璿璣玉衡」)                                                           | 경북 봉화군 봉화읍 범들로 428-21 (한국국학진흥원 보관)     | 배기면                                 | 2019년 3월 25일 지정  | ,    |
| 536호 |      | 영천 묘봉암 목우자수심결 (永川 妙峰庵 牧牛子修心訣)                                                             | 경북 영천시 청통면 청통로 951-891                          | 묘봉암                                 | 2019년 8월 26일 지정  | ,    |
| 537호 |      | 영천 임고서원 영조을묘모본 정몽주 초상 및 함 (永川 臨皐書院 英祖乙卯摹本 鄭夢周 肖像 및 函)                     | 경북 영천시 임고면 포은로 447                              | 임고서원                               | 2019년 8월 26일 지정  | ,    |
| 538호 |      | 영천 은해사 기기암 신중도 (永川 銀海寺 奇奇庵 神衆圖)                                                           | 경북 영천시 청통면 청통로 951-31                           | 은해사 기기암                          | 2019년 8월 26일 지정  | ,    |
| 539호 |      | 청송 대전사 신중도 (靑松 大典寺 神衆圖)                                                                         | 경북 청송군 부동면 공원길 226                              | 대전사                                 | 2019년 8월 26일 지정  | ,    |
| 540호 |      | 청송 대전사 명부전 지장삼존상 및 시왕상 일괄 (靑松 大典寺 冥府殿 地藏三尊像 및 十王像 一括)                     | 경북 청송군 부동면 공원길 226                              | 대전사                                 | 2019년 8월 26일 지정  | ,    |
| 541호 |      | 청송 보광사 극락전 석조아미타삼존불좌상 및 복장물 일괄 (靑松 普光寺 極樂殿 石造阿彌陀三尊佛坐像 및 腹藏物 一括) | 경북 청송군 청송읍 현충로 51-352                           | 보광사                                 | 2019년 8월 26일 지정  | ,    |
| 542호 |      | 김천 조창현 소장 전적 (金泉 曺昌鉉 所藏 典籍)                                                                   | 경북 김천시 봉산면 봉계1길 35                              | 조창현                                 | 2019년 10월 21일 지정 | ,    |
| 543호 |      | 안동 애련암 아미타삼존도 (安東 愛蓮庵 阿彌陀三尊圖)                                                             | 경북 안동시 서후면 재품천주길 346-60                       | 애련암                                 | 2019년 10월 21일 지정 | ,    |
| 544호 |      | 안동 애련암 신중도 (安東 愛蓮庵 神衆圖)                                                                         | 경북 안동시 서후면 재품천주길 346-60                       | 애련암                                 | 2019년 10월 21일 지정 | ,    |
| 545호 |      | 노상추일기와 간찰첩 (盧尙樞日記와 簡札帖)                                                                       | 경북 구미시 선산읍 유학길 323-75 (국사편찬위원회 일부보관) | 노용순                                 | 2019년 10월 21일 지정 | ,    |
| 546호 |      | 문경 대승사 윤필암 신중도 (聞慶 大乘寺 潤筆庵 神衆圖)                                                           | 경북 문경시 산북면 전두리 16                               | 대승사 윤필암                          | 2019년 10월 21일 지정 | ,    |
| 547호 |      | 문경 김용사 양진암 신중도 (聞慶 金龍寺 養眞庵 神衆圖)                                                           | 경북 문경시 산북면 김용길 462                              | 김용사 양진암                          | 2019년 10월 21일 지정 | ,    |
| 548호 |      | 문경 관음리 석조반가사유상 (聞慶 觀音里 石造半跏思惟像)                                                         | 경북 문경시 문경읍 관음리 산60                             | 국유                                   | 2019년 10월 21일 지정 | ,    |
| 549호 |      | 예천 남악종가 소장 전적 (醴泉 南嶽宗家 所藏 典籍)                                                               | 경북 예천군 용문면 구계길 43-8                             | 김종헌                                 | 2019년 10월 21일 지정 | ,    |
| 550호 |      | 최벽 관련 고문헌 (崔璧 關聯 古文獻)                                                                             | 경북 경주시 내남면 이조중앙길 9-3 (수원화성박물관 보관)    | 최상덕                                 | 2020년 1월 13일 지정  | ,    |
| 551호 |      | 안동 용수사 소장 용산지 (安東 龍壽寺 所藏 龍山誌)                                                               | 경북 안동시 도산면 용수길 284-29                           | 용수사                                 | 2020년 1월 13일 지정  | ,    |
| 552호 |      | 안동 용수사 소장 통진대사 양경 비편 (安東 龍壽寺 所藏 通眞大師 讓景 碑片)                                       | 경북 안동시 도산면 용수길 284-29                           | 용수사                                 | 2020년 1월 13일 지정  | ,    |

## 참고 자료
- 경상북도보